# Castelo de Rochester
O Castelo de Rochester (em inglês: Rochester Castle) é um castelo inglês que se ergue na margem oriental do Rio Medway, em Rochester, em Kent. É um dos mais bem preservados castelos do seu gênero no Reino Unido. Tem existido um castelo neste local desde os tempos romanos (cerca do ano 43), apesar de ser a torre de menagem de 1127 e o castelo normando que se podem ver actualmente. Com a invenção da pólvora tornaram-se mais apropriados outros tipos de defesa e o centro militar das Medway Towns mudou-se para Chatham.

## História
Os romanos, sob Aulo Pláucio, construíram um forte no sítio do actual castelo para guardar a travessia do importante rio, onde construíram uma ponte. Existem vestígios de um baluarte de terra mais tarde substituído por uma muralha de pedra. Os pilares em madeira da ponte romana foram redescobertos durante a construção da actual ponte rodoviária.
O período normando começou com a vitória de Guilherme da Normandia at Batalha de Hastings. Este monarca nomeou o seu meio-irmão Odo, Bispo de Bayeux, como Conde de Kent. O primeiro castelo normando de Rochester foi provavelmente do tipo conhecido como motte and bailey – uma torre de madeira com paliçadas – na Boley Hill. Foi este o castelo cercado por Guilherme II durante a Rebelião de 1088.
Como resultado deste cerco, o Bispo Gundulf foi persuadido a construir um castelo de pedra com um pano de muralhas. Não se sabe quanto deste castelo faz parte da torre de menagem sobrevivente, ou mesmo se resta alguma parte deste. Gundulf era um talentoso arquitecto: havia começado as obras de construção da Catedral Normanda de Rochester em 1080, sendo, também, responsável pela Torre Branca da Tower of London. 
Henrique I concedeu a custódia do castelo ao Arcebispo da Cantuária, Guilherme de Corbeil. Corbeil começou a construir a grande torre de menagem de pedra em 1127, grande parte da qual sobrevive até hoje. É a mais alta da Inglaterra e tem dominado a cidade e a travessia do rio nos últimos 800 anos.

### O cerco de 1215

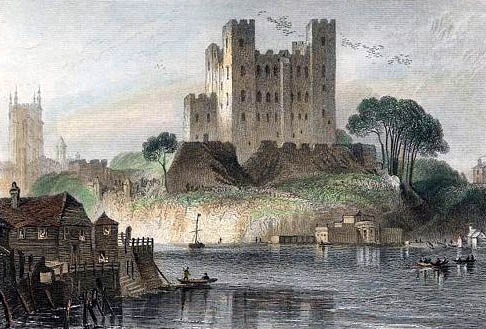
O Castelo de Rochester visto da margem oposta do Rio Medway. Gravura de G.F. Sargent, cerca de 1836.

Em 1206, o Rei João gastou 115 libras na reparação do castelo e do fosso. Preventivamente, segurou-o durante o ano de negociações que conduziram à Magna Carta, mas os seus termos forçaram-no a devolvê-lo à custódia de Stephen Langton, Arcebispo da Cantuária, em Maio de 1215. Os barões rebeldes enviaram, então, tropas ao castelo sob o comando de William d'Aubigny, às quais o seu condestável, Reginald de Cornhill, abriu os portões do castelo. Durante o mês de Outubro, marchando de Dover para Londres, João encontrou, então, Rochester no seu caminho no dia 11 daquele mês, começando a cercá-lo pessoalmente.
Os rebeldes esperavam reforços vindos de Londres mas João enviou navios de fogo para queimar a sua rota, a ponte da cidade sobre o Medway. Robert Fitzwalter correu a parar o rei, lutando no seu caminho para a ponte mas sendo obrigado a recuar de volta ao castelo. Também saqueou a catedral, levando tudo o que tivesse valor e instalando lá os seus cavalos, tudo como um aviso para Langton. Foram então enviadas ordens aos homens da Cantuária dizendo "Ordenamo-vos, como vocês nos estimam, e tão breve como verão mais tarde, para fazer dia e noite, todas as picaretas que poderem. Todos os ferreiros da vossa cidade devem parar todos os outros trabalhos com o fim de fazê-as e vós deveis enviá-las para Rochester com toda a rapidez". Cinco engenhos de cerco foram então erguidos e empreenderam-se trabalhos para minar o pano de muralhas. Por um destes meios, as forças do rei penetraram e retiveram as muralhas exteriores no início de Novembro, e começaram a tentar as mesmas tácticas contra a torre de menagem, incluindo a minagem subterrânea da torre sudeste. O tecto da mina foi suportado por escoras de madeira, sendo depois incendiadas com o recurso a banha de porco (no dia 25 de Novembro de 1215, João mandou uma ordem para os juízes dizendo "Enviai-nos com toda a rapidez por dia e noite, quarenta dos mais gordos porcos do género menos boa para comer, para que possamos fazer fogo por baixo do castelo", provocando o colapso de toda a esquina da torre de menagem. Os rebeldes retiraram para trás da parede transversal da torre de menagem, mas ainda conseguiram resistir. Foi permitido a uns poucos deixar o castelo mas, por ordem de João, foram-lhes cortadas as mãos e pés como exemplo.

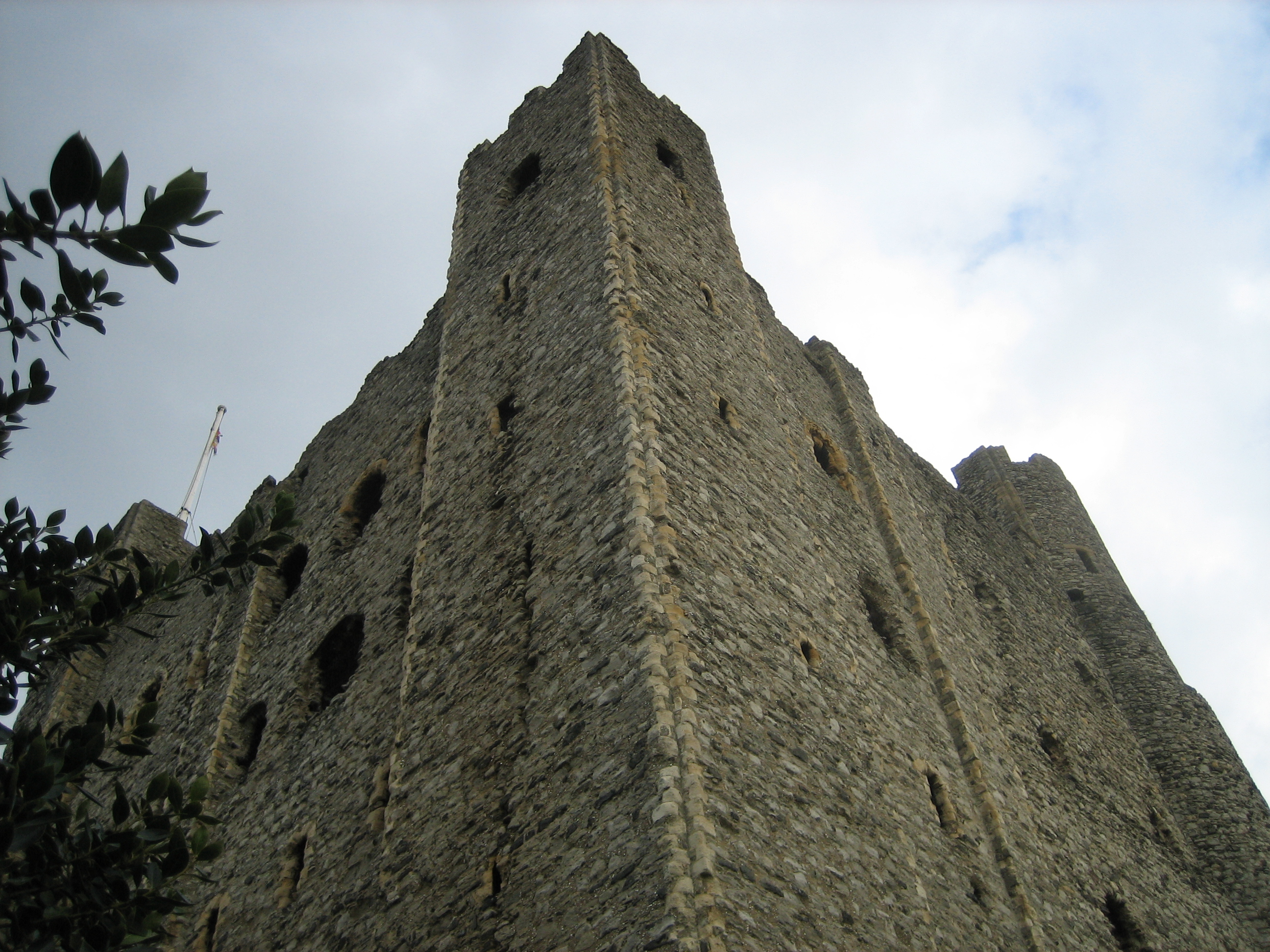
A torre redonda (direita), em contraste com as duas torres quadradas (centro e esquerda).

O Inverno tinha-se, então, instalado, e o castelo foi tomado, no dia 30 de Novembro, apenas pela fome e não pela força. João ergueu um memorial aos porcos e uma forca para pendurar toda a guarnição, mas um dos seus capitães, Savari de Mauleon, persuadiu-o a não enforcar os rebeldes, uma vez que enforcar aqueles que se haviam rendido abriria um precedente para o caso de João vir a render-se um dia - na verdade, apenas um homem foi enforcado, um jovem arqueiro que estivera previamente ao serviço do rei. Os restantes barões rebeldes foram levados para longe e aprisionados em castelos ligados ao rei, como por exemplo o Castelo de Corfe. Do cerco - contra apenas 100 rebeldes, e custando mais de mil libras por dia, o cronista Barnwell escreveu: "Ninguém vivo pode lembrar um cerco tão ferozmente apertado e tão corajosamente resistido", e acrescentou, "Existem poucos que possam depositar a sua confiança nos castelos".
João faleceu no ano seguinte, pelo recaiu em Henrique III a responsabilidade de reparar o castelo. Este monarca despendeu mais de 1.000 libras na reconstrução, com novos estábulos e portarias, além de mais um canal para reforçar as defesas. Uma nova capela foi construída próximo dos aposentos Reais na cerca exterior. O mais notável elemento sobrevivente é a nova torre sudeste, a qual foi reconstruída de acordo com o mais moderno desenho defensivo, sendo "redonda" em três quartos, o que facilitava o desvio dos mísseis de ataque e trabalhava contra as tentativas de minagem subterrânea.

### O cerco de 1264
Em 1264, os barões dissidentes, liderados por Simão de Monforte, atacaram Rochester. Atravessaram o Medway cobertos pelo fumo vindo dum navio-fogo, e tomaram a cidade. Como aconteceu com João I antes deles, rapidamente ganharam controle da cerca exterior do castelo e tentaram depois a minagem subterrânea da torre de menagem. Desta vez o cerco não teve sucesso, sendo aliviado apenas uma semana depois pelo próprio Henrique III. No entanto, os rebeldes incendiaram muitos dos edifícios, incluindo as câmaras Reais. Não foram levados a cabo trabalhos de restauro até 1367, sob Eduardo III, quando grande parte das pedras haviam sido removidas para outros usos.
No século XV, a Guerra das Rosas não foi travada no Kent, pelo que o castelo foi poupado. Foi brevemente tomado pelos homens de Wyatt durante a sua fútil detenção de 1554. No entanto, com a invenção da pólvora e a introdução de canhões, esta tipo de castelos já não era seguro. Tornou-se, então, cara a sua manutenção, pelo que este entrou em decadência.

### Actualidade

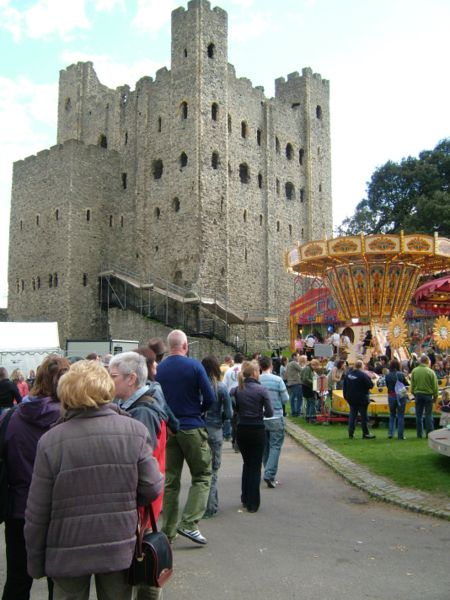
Os jardins do castelo acolhem uma feira de diversões durante o Sweeps Festival, 2006.

Actualmente, o castelo é mantido pelo English Heritage e encontra-se aberto ao público. O pavimento de madeira no centro da torre de menagem desapareceu, mas muitas das passagens e escadarias em espiral existentes na espessura das paredes ainda são utilizáveis. Divisas decorativas ornamentam as passagens arcadas e o poço na parede transversal é claramente visível. Os visitantes sem medo das alturas podem subir 34 metros até às ameias e desfrutar duma vista panorâmica do rio e da área envolvente.
Desde a Era Vitoriana, os jardins do Castelo de Rochester têm servido como uma importante área de lazer para Rochester. Sendo um popular logradouro, têm acolhido um coreto e tornaram-se num ponto central para festivais e concertos de Verão.

## História militar recente
Rochester mantém a sua importância estratégica e o vizinho estaleiro naval de Chatham tem crescido de importância. Durante as Guerras Napoleónicas, os estaleiros foram protegidos por um círculo de fortes conhecidos como Fortes Palmerston, constituído pelos fortes Luton, Borstal, Pitt, Clarence e Amherst. O HMS Victory, navio-almirante do Almirante Nelson, foi construído em Chatham (apesar de agora estar "exilado" em Portsmouth). Durante as guerras do século XX, Chatham providenciou uma casa para os Engenheiros Reais e Rochester construiu aeronaves tais como as Sunderland. Os estaleiros também construíram e prestaram serviço a submarinos nucleares.